# 查尔斯·李
查尔斯·李（Charles Lee，1758年1月1日—1815年6月24日），美国律师、政治家，曾任美国司法部长（1795年-1801年）。

## 生平
查尔斯·李的父親在現今美國弗吉尼亚州威廉王子县有一個種植園。
| 前任： 威廉·布拉德福德 | 美国司法部长 1795年－1801年 | 繼任： 老利瓦伊·林肯 |